# Mount Lagally
Mount Lagally ist ein etwa 2000 m hoher Berg an der Loubet-Küste des Grahamlands im Norden der Antarktischen Halbinsel. Auf der Arrowsmith-Halbinsel ragt er 5 km südlich des Vanni Peak in den Dorsey Mountains auf.
Der Falkland Islands Dependencies Survey kartierte ihn anhand von Vermessungen und Luftaufnahmen aus den Jahren zwischen 1956 und 1959. Das UK Antarctic Place-Names Committee benannte ihn 1960 nach dem deutschen Mathematiker und Physiker Max Otto Lagally (1881–1945), einem Pionier der Gletscherforschung.